# Phyrometus
Phyrometus is een geslacht van kevers uit de familie van de loopkevers (Carabidae). De wetenschappelijke naam van het geslacht is voor het eerst geldig gepubliceerd in 1946 door Basilewsky.

## Soorten
Het geslacht Phyrometus is monotypisch en omvat slechts de volgende soort:
- Phyrometus seriepunctatus Basilewsky, 1946